# 沙河 (七拱河)
沙河，位于中华人民共和国广东省清远市阳山县境内，是七拱河左岸支流，发源于阳山县西南部与连南瑶族自治县交界处的红图山，东南流至黄义浪转东流，于七拱镇北郊汇入七拱河。河长22千米，流域面积105平方千米。